# Batalla naval d'Orbetello
La batalla naval d'Orbetello de 1646 fou un dels episodis de la Guerra dels Trenta Anys

## Antecedents
El Regne de França durant la Guerra dels Trenta Anys va enviar l'estol d'Armand de Maillé-Brézé a assetjar Orbetello, la capital dels Presidis Toscans com a part de la campanya per derrocar el domini espanyol sobre el Regne de Nàpols i fer regnar a Tomàs de Savoia-Carignan, qui liderava el setge terrestre.

## Batalla
L'estol espanyol va resultar victoriós en l'encontre, però va deixar escapar l'estol francès, que va perdre al seu almirall, per socórrer la ciutat d'Orbetello.

## Conseqüències
La campanya per expulsar els espanyols del Regne de Nàpols va fracassar.